# Чаинский район
Ча́инский район — административно-территориальная единица (район) и муниципальное образование (муниципальный район) в центральной части Томской области России.
Административный центр района — село Подгорное, расположено в 286 км от Томска.

## География
Чаинский район расположен на р. Чая (приток Оби) и относится к группе центральных районов Томской области. На севере он граничит с Колпашевским, на западе и юге — с Бакчарским и на востоке — с Молчановским районами области. Площадь района — 7,2 тыс. км².
Чаинский район приравнен к районам Крайнего Севера.

## История
В 1922 году на горе Кулайке был обнаружен клад, состоявший из бронзового котла и мелких бронзовых и серебряных изделий. Находка привела учёных к обнаружению и выделению Кулайской археологической культуры, существовавшей с середины I тысячелетия до н. э. до середины I тысячелетия н. э.
В 1923 году началось районирование Сибири, и к сентябрю 1924 года первый этап — внутриуездное районирование — был завершен. В составе уездов Томской губернии были образованы районы (укрупненные волости), в том числе Чаинский район, датой создания которого поэтому считается 4 сентября 1924 года. В результате проведения второго этапа районирования — преобразования губернской и уездной системы в окружную — 25 мая 1925 года Томская губерния была расформирована, и был создан Сибирский край, в состав Томского округа которого вошёл и Чаинский район. 30 июля 1930 года Сибирский край был разделён на западную и восточную части (Томский округ был при этом упразднён), и Чаинский район оказался в составе Западно-Сибирского края.
26 мая 1932 года в Западно-Сибирском крае был создан Северный округ, уже в августе того же года переименованный в Нарымский округ, в состав которого перешёл и Чаинский район.  28 сентября 1937 года Западно-Сибирский край был расформирован, и Нарымский округ вошёл в состав новообразованной Новосибирской области. 13 августа 1944 года Нарымский округ был упразднён, а район вошёл в состав новообразованной Томской области.
Во время проходившей в 1960-х годах реформы административного деления СССР Чаинскому району была передана часть территории упразднённого 8 февраля 1963 года Колпашевского района, однако уже 7 января 1965 года это решение было отменено.

## Население
| 2002    | 2007    | 2008    | 2009    | 2010    | 2011    |
| ------- | ------- | ------- | ------- | ------- | ------- |
| 13 888  | ↘13 200 | ↘13 000 | ↘12 889 | ↗12 920 | ↘12 853 |
| 2012    | 2013    | 2014    | 2015    | 2016    | 2017    |
| ↘12 630 | ↘12 365 | ↘12 170 | ↘12 026 | ↘11 876 | ↘11 766 |
| 2018    | 2019    | 2020    | 2021    |         |         |
| ↘11 654 | ↘11 475 | ↗11 480 | ↗11 713 |         |         |

Численность населения района составляет 1.12 % от населения области.

## Муниципально-территориальное устройство
В муниципальный район входят 4 муниципальных образования со статусом сельских поселений.
| № | Муниципальное образование          | Административный центр | Количество населённых пунктов | Население (чел.) | Площадь (км²) |
| - | ---------------------------------- | ---------------------- | ----------------------------- | ---------------- | ------------- |
| 1 | Коломинское сельское поселение     | село Коломинские Гривы | 6                             | ↘2091            | 925,33        |
| 2 | Подгорнское сельское поселение     | село Подгорное         | 11                            | ↗6251            | 1140,23       |
| 3 | Усть-Бакчарское сельское поселение | село Усть-Бакчар       | 13                            | ↗2836            | 4032,97       |
| 4 | Чаинское сельское поселение        | село Чаинск            | 6                             | ↗535             | 1143,89       |

### Населённые пункты
В Чаинском районе 36 населённых пунктов.
| №  | Населённый пункт  | Тип     | Население | Муниципальное образование          |
| -- | ----------------- | ------- | --------- | ---------------------------------- |
| 1  | Андреевка         | село    | →15       | Чаинское сельское поселение        |
| 2  | Бундюр            | село    | ↘167      | Усть-Бакчарское сельское поселение |
| 3  | Варгатёр          | село    | ↗554      | Усть-Бакчарское сельское поселение |
| 4  | Васильевка        | село    | ↘19       | Коломинское сельское поселение     |
| 5  | Весёлое           | село    | ↘1        | Усть-Бакчарское сельское поселение |
| 6  | Гореловка         | село    | ↘402      | Усть-Бакчарское сельское поселение |
| 7  | Григорьевка       | деревня | ↗253      | Подгорнское сельское поселение     |
| 8  | Гришкино          | село    | ↘187      | Чаинское сельское поселение        |
| 9  | Ермиловка         | село    | ↗216      | Подгорнское сельское поселение     |
| 10 | Карамзинка        | деревня | ↘0        | Чаинское сельское поселение        |
| 11 | Кирпичное         | деревня | ↘35       | Подгорнское сельское поселение     |
| 12 | Коломино          | село    | ↗71       | Коломинское сельское поселение     |
| 13 | Коломинские Гривы | село    | ↘686      | Коломинское сельское поселение     |
| 14 | Леботёр           | село    | ↗608      | Коломинское сельское поселение     |
| 15 | Лесоучасток Чая   | посёлок | ↘78       | Усть-Бакчарское сельское поселение |
| 16 | Лось-Гора         | село    | ↘96       | Усть-Бакчарское сельское поселение |
| 17 | Минеевка          | деревня | ↗113      | Подгорнское сельское поселение     |
| 18 | Мостовая          | деревня | ↘93       | Усть-Бакчарское сельское поселение |
| 19 | Мушкино           | село    | ↘252      | Подгорнское сельское поселение     |
| 20 | Нижняя Тига       | село    | ↗308      | Усть-Бакчарское сельское поселение |
| 21 | Новоколомино      | село    | ↘248      | Коломинское сельское поселение     |
| 22 | Новые Ключи       | посёлок | ↗427      | Усть-Бакчарское сельское поселение |
| 23 | Обское            | село    | ↘459      | Коломинское сельское поселение     |
| 24 | Подгорное         | село    | ↗4787     | Подгорнское сельское поселение     |
| 25 | Светлянка         | село    | ↗3        | Чаинское сельское поселение        |
| 26 | Стрельниково      | село    | ↘56       | Усть-Бакчарское сельское поселение |
| 27 | Сухой Лог         | село    | ↘137      | Подгорнское сельское поселение     |
| 28 | Тоинка            | село    | →52       | Чаинское сельское поселение        |
| 29 | Третья Тига       | село    | ↘86       | Усть-Бакчарское сельское поселение |
| 30 | Трудовой          | посёлок | ↗119      | Подгорнское сельское поселение     |
| 31 | Усть-Бакчар       | село    | ↗546      | Усть-Бакчарское сельское поселение |
| 32 | Чаинск            | село    | ↗272      | Чаинское сельское поселение        |
| 33 | Чемондаевка       | село    | ↗159      | Подгорнское сельское поселение     |
| 34 | Черёмушки         | посёлок | ↘94       | Подгорнское сельское поселение     |
| 35 | Черемхово         | деревня | ↘22       | Усть-Бакчарское сельское поселение |
| 36 | Элитное           | посёлок | ↘86       | Подгорнское сельское поселение     |

### Упразднённые населённые пункты
Деревни Сборное, Гвоздёвка и Петрово

## Местное самоуправление
Главой муниципального образования «Чаинский район» с 28 марта 2023 года является Костарев Александр Александрович.

## Личности
- Палосон, Ремберт Эльмарович (1932—2013) — Герой Социалистического Труда, директор совхоза «Коломинский».
- Андреев, Михаил Васильевич (род.в 1954) — советско-российский поэт.
- Кетов, Владимир Максимович (род.в 1937) — один из руководителей томского оборонного завода ТЗИА (1960-е и 1990-е); руководитель города Томска: с 1983 по 1990 годы — первый секретарь Томского горкома КПСС.